# Kiadvány
A kiadvány egy gyűjtőfogalom, amelyben a könyvek, sajtótermékek és egyéb kiadványok kapnak helyet (például egy nem gazdasági szolgáltatásként nyújtott, sajtóterméknek nem minősülő lap kiadványnak minősül.

## Fogalma
A kiadvány fogalmát jogszabály határozza meg. Magyarországon a 2010. évi CLXXXV. törvény (Mttv.) határozza meg a kiadvány fogalmát. Ennek értelmében a sajtótermék is kiadványnak minősül, amint pl. a nyilvános közlésre szánt film vagy a könyv is. Nem minősül azonban sajtóterméknek az egyéb nyomtatott anyag, pl. a katalógus és a prospektus:

„22. Kiadvány:
a) könyv nyomtatott vagy elektronikus formában, lemezen, kazettán, más fizikai hordozón; online és letölthető könyv;
b) sajtótermék nyomtatott vagy elektronikus formában; online és letölthető időszaki kiadvány;
c) egyéb nyomtatott anyag (címtár, névtár, grafikát, rajzot vagy fotót tartalmazó kiadvány, térkép; röplap; nyomtatott képeslap, üdvözlő- és más hasonló kártya; nyomtatott kép, minta, fénykép; nyomtatott naptár; nyomtatott üzleti reklámanyag, katalógus, prospektus, reklámposzter és hasonlók; egyéb szöveges kiadvány) ide nem értve: nyomtatott öntapadó papír (matrica), postai, jövedéki, illeték- stb. bélyeg, bélyegnyomott papír, csekk, bankjegy, részvény, értékcikk, kötvény, okirat és hasonlók;
d) film-, video-, televízióműsor-készítés termékei (nyilvános közlésre szánt film filmszalagon, videókazettán, -lemezen, más fizikai hordozón; letölthető film, videó);
e) hangfelvétel (nyilvános közlésre szánt, műsoros hangszalag, hanglemez, letölthető hangtartalom);
f) zenemű (nyomtatott zenemű, zenemű elektronikus formában, letölthető zenemű)”